# Rakutówka
Rakutówka – rzeka, prawy dopływ Lubienki o długości 38,1 km.
Przepływa przez Jezioro Rakutowskie. Na północ od miasta Kowal przepływa pod drogą krajową nr 91 oraz pod linią kolejową nr 18 i w okolicach Włocławka wpada do Lubienki. Największymi dopływami Rakutówki są rzeki: Olszew i Patrówka.